# Loučovice
Loučovice település Csehországban, a Český Krumlov-i járásban. Loučovice Lipno nad Vltavou, Vyšší Brod, Bad Leonfelden, Vorderweißenbach és Přední Výtoň településekkel határos. Lakosainak száma 1490 fő (2024. január 1.).

## Népesség
A település lakosságának változását az alábbi diagram mutatja:
| Lakosok száma | 1573 | 1678 | 2559 | 1789 | 2143 | 1970 | 1663 | 1612 | 1503 | 1490 |
|               | 1869 | 1890 | 1921 | 1950 | 1980 | 2001 | 2017 | 2019 | 2022 | 2024 |